# Tony Takezaki
Tony Takezaki (トニーたけざき, Tonī Takezaki) est un mangaka japonais né le 15 juillet 1963 à Ōsaka.
Son thème de prédilection, à l'instar de Masamune Shirow est le cyberpunk. Il fut principalement influencé par Katsuhiro Ōtomo et Kazuo Umezu, et ses œuvres contiennent beaucoup de parodies ou de références à ces deux mangakas.
À ses débuts, il publie des dōjinshis basés sur les œuvres de Ken'ichi Sonoda, et se fait vraiment connaître avec l'adaptation en manga d'AD Police.
Samouraï est le seul éditeur français à avoir traduit quelques-uns de ses travaux : AD Police et Genocyber.